# Bernhard Lüttich
Bernhard Lüttich (* 5. November 1909 in Esperstedt; † 4. März 1973 in Königsbronn) war ein deutscher Politiker (NSDAP).

## Leben
Lüttich stammt aus dem Fürstentum Schwarzburg-Sondershausen, wo sein gleichnamiger Vater ein Gut in Esperstedt und ein weiteres Gut in Udersleben am Kyffhäuser besaß. Er besuchte das Landerziehungsheim Schloss Bieberstein bei Fulda und wurde Landwirt. Als das Rittergut Hackpfüffel im Kreis Sangerhausen von der Familie von Kalckreuth Ende 1930 verkauft wurde, erwarb er dieses Gut, das fortan sein Lebensmittelpunkt wurde. Zum 1. Oktober 1930 trat er der NSDAP bei (Mitgliedsnummer 338.244). Nach der Umstrukturierung innerhalb der Partei erfolgte 1937 seine Ernennung zum Kreisleiter des Kreises Sangerhausen. Im darauffolgenden Jahr war er für die Novemberpogrome im Kreisgebiet mitverantwortlich. Aus Krankheitsgründen wurde er beurlaubt und im Juli 1940 durch den bisherigen Gauinspekteur und Gauamtsleiter Kurt Lehmann als neuen Kreisleiter ersetzt. Nach Ende des Zweiten Weltkrieges wurde er in der Sowjetischen Besatzungszone enteignet.